# Illnau-Effretikon
Illnau-Effretikon svájci település Zürich kanton Pfäffikon kerületében. Illnau, Effretikon, Ottikon és Bisikon falvak tartoznak hozzá.

## Története
Illnau-Effretikont először 745-ben említik Illenavia és Erpfrachintova néven. A település neve egyszerűen csak Illnau volt, mivel Illnau volt a környék gazdasági és politikai központja. 1855-ben viszont megépült a Zürichet Winterthurral összekötő vasútvonal és csak a sokkal kisebb Effretikon volt megfelelő helyen ahhoz, hogy állomást kapjon a vasútvonalon. Ezt követően Effretikon gyorsan nőtt, míg a 20. század elejére túlnőtt Illnaun. A település nevét végül 1973-ban cserélték Illnau-Effretikonra.

## Földrajza
Illnau-Effretikon teljes területe 25.3 km2. Ennek a területnek 52.1 százaléka van mezőgazdasági használatban, 29.4 százaléka pedig erdő. 17.2 százalékot foglalnak el utak és házak, a fennmaradó 1,3% folyók és más nem termő területek. 

## Lakossága
Illnau-Effretikon lakossága 2012-ben 16099 fő volt. 2007-ben a lakosság 20.9 százalékát külföldiek tették ki. 

## Közlekedés
A települést két vasútállomás szolgálja ki: A Effretikon vasútállomás a Zürich-Winterthur fővonalon található és a zürichi S2, S3, S7, S8 és S16 S-Bahn járatok szolgálják ki. Az illnaui vasútállomás az Effretikon-Hinwil vonalon található és csak az S3 járattal érhető el.

## Galéria
- Illnau távolról
- Illnau vasútállomása 2013-ban
- Az illnaui templom
- Parasztház Illnauban

## Fordítás
- Ez a szócikk részben vagy egészben  az   Illnau-Effretikon című angol Wikipédia-szócikk fordításán alapul.  Az eredeti cikk szerkesztőit annak laptörténete sorolja fel. Ez a jelzés csupán a megfogalmazás eredetét és a szerzői jogokat jelzi, nem szolgál a cikkben szereplő információk forrásmegjelöléseként.